# 野村総一郎
野村 総一郎（のむら そういちろう、1949年6月29日 - ）は、広島県生まれの日本の医学者、精神科医。防衛医科大学校精神科名誉教授、元病院長。六番町メンタルクリニック名誉院長。医学博士（名古屋保健衛生大学・1983年）。
うつ病や双極性障害を専門とする。読売新聞「人生案内」の回答者を長く務めており、野村が回答を担当した回のみを集めた書籍も刊行されている。

## 来歴
1949年広島県生まれ。慶應義塾大学医学部卒業。1985年テキサス大学医学部、メイヨ医科大学留学。藤田保健衛生大学精神科助教授、立川共済病院神経科部長を経て、防衛医科大学校精神科教授。2012年には防衛医科大学校病院病院長に就任した。退官後、2015年に一般社団法人日本うつ病センター副理事長兼六番町メンタルクリニック所長、2021年より名誉院長。2023年より一般社団法人日本うつ病センター顧問。

## 著書
- 野村総一郎『双極性障害（躁うつ病）のことがよくわかる本』講談社、2009年9月。ISBN 9784062594387。
- 『うつ病のことが正しくわかる本』西東社、2016年。
- 『人生案内　心の悩み 心の不調に答えます』日本評論社、2016年。
- 『新版　うつ病をなおす』講談社、2017年。
- 『新版 入門 うつ病のことがよくわかる本』 (健康ライブラリーイラスト版)講談社、2018年5月。 - 監修
- 『人生に、上下も勝ち負けもありません 精神科医が教える老子の言葉』文響社、2019年。ISBN 9784866511238。
  - 文庫版：『人生に、上下も勝ち負けもありません。 焦りや不安がどうでもよくなる「老子の言葉」』日本経済新聞出版（日経ビジネス人文庫）、2024年。
- 『「ぐるぐる考えすぎ」から抜け出す心のストレッチ法』三笠書房、2023年。

## 関連人物
- 上島国利
- 市橋秀夫